# Zweites Buch
O Zweites Buch (pronunciado [ˈtsvaɪ̯təs buːχ], "Segundo Livro"), publicado extraoficialmente em inglês como Hitler's Secret Book ("O Livro Secreto de Hitler") e depois oficialmente como Hitler's Second Book ("O Segundo Livro de Hitler"), é uma transcrição autobiográfica coeditada com as reflexões de Adolf Hitler sobre a política externa, escrito em 1928, com 197 páginas. Foi feita depois de Mein Kampf e não foi publicado durante a vida do autor. O Zweites Buch não foi publicado em 1928 porque Mein Kampf não vendeu bem naquela época e a editora Franz-Eher-Verlag disse a ele que um segundo livro iria dificultar as vendas ainda mais.

## Zweites BucheMein Kampf
Há uma série de semelhanças e diferenças entre Zweites Buch e Mein Kampf. Como no Mein Kampf, Hitler declarou que os judeus eram o seu eterno e mais perigoso adversário. Como no Mein Kampf, Hitler descreveu que o historiador alemão Andreas Hillgruber chamou de Stufenplan ("plano passo-a-passo"). Hitler em si nunca usou o termo Stufenplan, que foi cunhado por Hillgruber em seu livro de 1965 Hitler Strategie. Resumindo, o Stufenplan reconhecia três estágios. No primeiro, haveria uma enorme formação militar, a derrubada das medidas do Tratado de Versalhes, e a formação de alianças com a Itália Fascista e o Império Britânico. O segundo seria de uma série de rápidas, "guerras-relâmpagos" em conjunto com a Itália e a Grã-Bretanha contra a França e qualquer um de seus aliados da Europa Oriental, como a Tchecoslováquia, Polônia, Romênia e Iugoslávia, que escolhessem apoiá-la. O terceiro seria uma guerra para destruir o que Hitler considerava ser o Regime "Judaico-Bolchevique" na União Soviética.
Em contraste com o Mein Kampf, no Zweites Buch Hitler adicionou um quarto estágio para o Stufenplan. Ele insinuou que, num futuro distante, uma luta pela dominação do mundo pode ter lugar entre os Estados Unidos e a aliança Europeia formada por uma nova associação de nações, que consistiriam de estados individuais com alto valor nacional. Zweites Buch também oferece uma perspectiva diferente sobre os EUA em relação ao Mein Kampf. Neste último, Hitler declarou que o mais perigoso adversário da Alemanha no cenário internacional era a União Soviética; no Zweites Buch, Hitler declarou que, para fins imediatos, a União Soviética ainda era o mais perigoso adversário, mas que, a longo prazo, o mais perigoso adversário em potencial seriam os Estados Unidos.

## História da publicação em inglês
O livro foi pirateado, mal traduzido em inglês e extraoficialmente publicado como Hitler's Secret Book, em 1962. Mais de quarenta anos depois, ele foi relançado oficialmente em 2003, como Hitler's Second Book com a mais recente tradução pelo historiador teuto-americano Gerhard Weinberg.